# Christian Morgenstern (Maler)

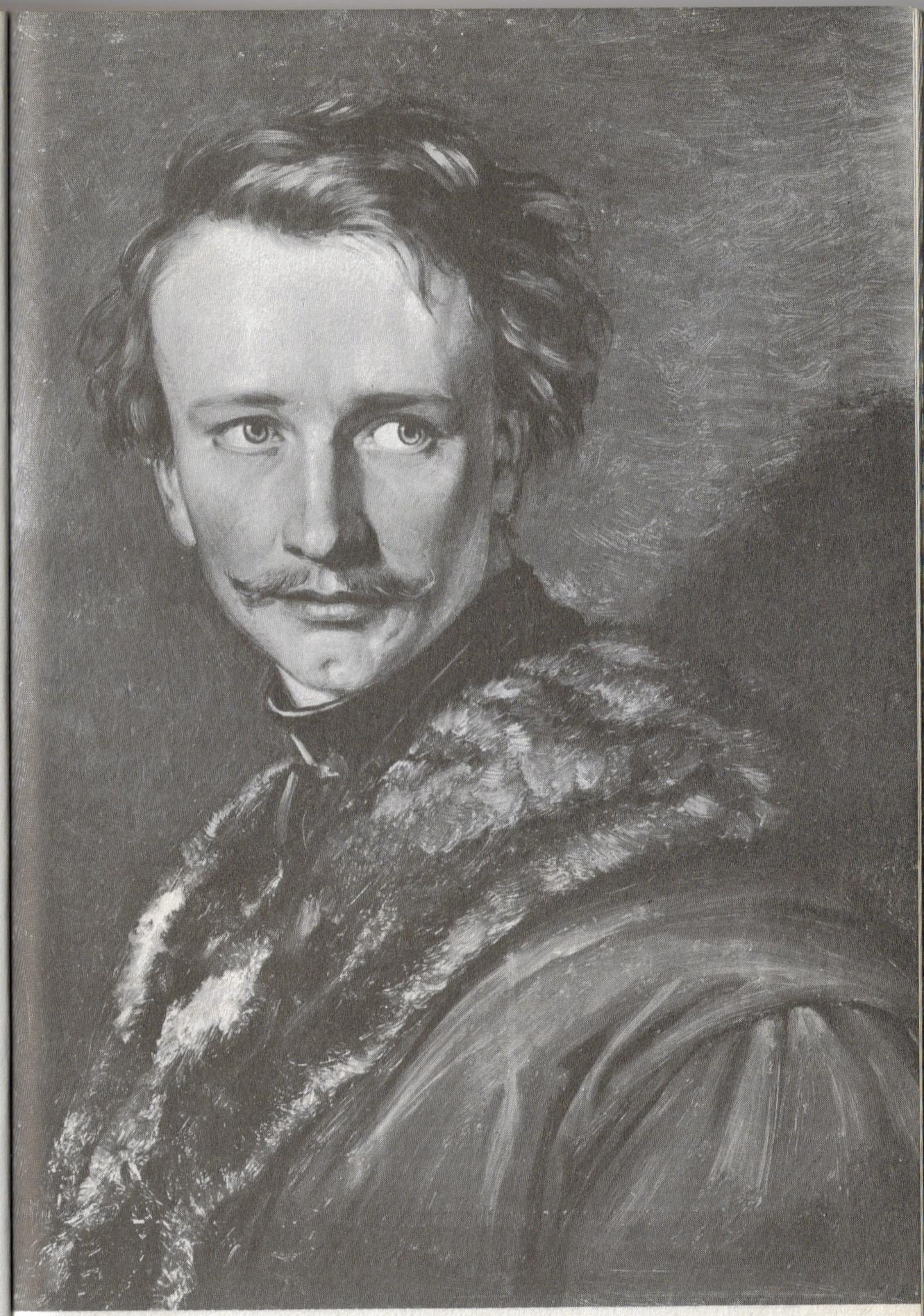
Christian Morgenstern
(Gemälde von Friedrich Dürck)

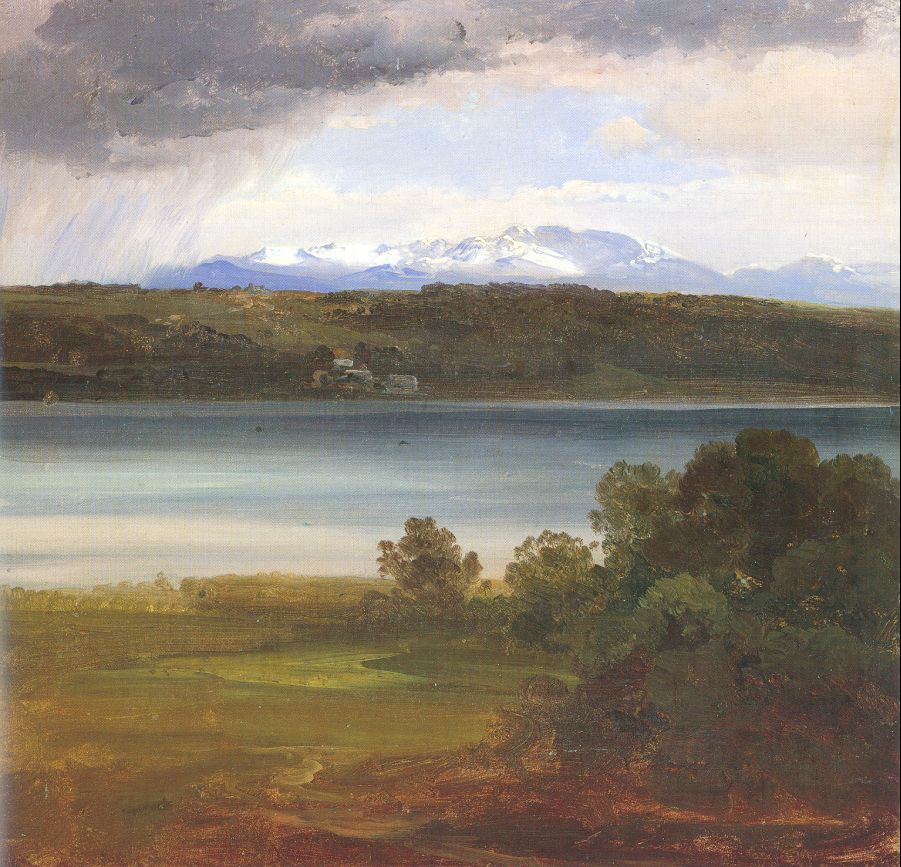
Blick über den Starnberger See auf die Benediktenwand, Öl auf Papier, auf Holz, 31,5 × 33 cm. Museum Oskar Reinhart am Stadtgarten, Winterthur

Christian Ernst Bernhard Morgenstern (* 29. September 1805 in Hamburg; † 26. Februar 1867 in München) war ein deutscher Landschaftsmaler. Morgenstern wird als einer der bedeutendsten Vertreter des frühen malerischen Realismus in Deutschland angesehen. Diesen Ruf erwarb er, zusammen mit dem ein Jahr jüngeren Adolph Friedrich Vollmer, schon in Hamburg 1826–1829 während beider Studienzeit und dann ab 1830, zusammen mit Wasmann, Dahl und Menzel in München, nach seiner Übersiedelung dorthin.

## Familie
Morgenstern wurde als drittes von sechs Kindern des Hamburger Miniaturmalers Carl oder Johann Heinrich Morgenstern (1769–1813) und der späteren (ab 1812) Hamburger Stadtleichenfrau Anna Maria geb. Schröder (1773–1855) geboren. Er heiratete 1844 Louise von Lüneschloß (1804–1874), Pflegetochter des Miniaturmalers Carlo Restallino. Das einzige Kind dieser Ehe war der spätere Landschaftsmaler Carl Ernst Morgenstern (1847–1928), Vater des Dichters und Schriftstellers Christian Morgenstern (1871–1914). Diese Familie Morgenstern ist mit der Frankfurter Malerfamilie Morgenstern, die mit dem Hofmaler Johann Christoph Morgenstern (1697–1767) als gemeinsamem Vorfahren aus Rudolstadt/Thüringen stammt, verwandt.

## Leben
Nach dem frühen Tode des Vaters kam der junge Morgenstern zur Lehre in die Grafikwerkstatt der Gebrüder Suhr. Cornelius Suhr nahm ihn 1818 als seinen Gehilfen und Knecht mit auf eine zweijährige Reise durch ganz Deutschland, auf der Suhr die Panoramen der Werkstatt vorführte und auf der Ansichten für weitere Panoramen skizziert wurden. 1822 folgte eine Russlandreise. Sie blieben ein Jahr lang in St. Petersburg, dann Weiterfahrt nach Moskau und Rückfahrt über Reval und Riga. Nach der Rückkehr erzwang Morgenstern die Trennung von Suhr und wurde 1824, auf Anraten von jungen Malerfreunden, Schüler von Siegfried Bendixen (1824–1827) in Hamburg. Morgenstern vollendete seine Ausbildung an der Akademie in Kopenhagen (1827/28) und unternahm mehrmonatige Studienfahrten durch Schweden und Norwegen.
Durch Bendixen lernte er den Freiherrn von Rumohr kennen, Förderer junger Hamburger Künstler, auf dessen Gut in Holstein er mehrere Sommer verbrachte. Auf Rat Rumohrs ging er 1830 nach München und gewann dort große Anerkennung. Zu seinen Schülerinnen gehörte die Malerin Therese Weber. Morgenstern unternahm regelmäßig Studienreisen in die Umgebung; den Sommer 1836 und auch folgende Sommer verbrachte er im Elsass als Gast eines kunstsinnigen Mäzens.
Im Herbst 1839 kehrte er nach Hamburg zurück. 1840 wurde er Mitglied des Hamburger Künstlervereins von 1832 und verblieb in Hamburg bis zum Frühjahr des Jahres. 1841 folgte eine Reise mit dem Landschaftsmaler Eduard Schleich über Innsbruck und Bozen nach Venedig und Triest; 1843 und 1849 Reisen ins hintere Zillertal. Es folgte im Sommer 1850 ein Aufenthalt auf Helgoland. Seit 1853 verbrachte Morgenstern die Sommer meist in Dachau, später, ab 1860, oft mit Familie und Freunden am Chiemsee und Starnberger See. 1860 wurde Morgenstern zum Ritter des Verdienstordens vom heiligen Michael ernannt.

## Grabstätte

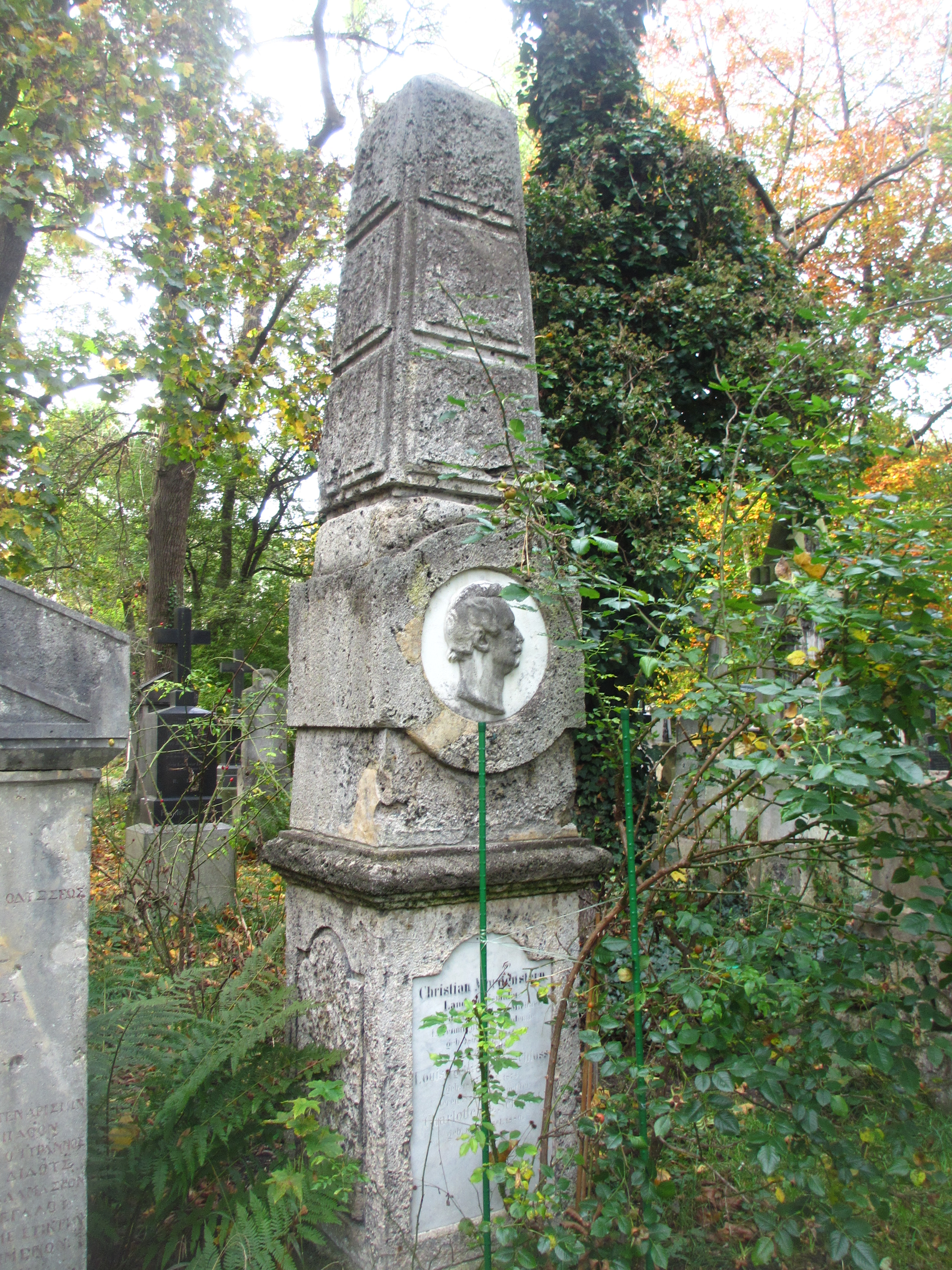
Grab von Morgenstern auf dem Alten Südlichen Friedhof in München

Die Grabstätte von Christian Morgenstern befindet sich auf dem Alten Südlichen Friedhof in München (Gräberfeld 16 – Reihe 1 – Platz 5) Standort.

## Bedeutung
Als 1835 Carl Rottmann aus Griechenland zurückkehrte, entwickelte sich eine enge, lebenslange Freundschaft. Beide Künstler beeinflussten sich gegenseitig. Anton Teichlein äußerte sich dazu in seiner Grabrede 1867:

„Christian Morgenstern war einer der wenigen Künstler seines Faches, welche – stark genug an selbständiger, eigenartiger Begabung – den innigsten Verkehr mit dem Rottmannschen Genius nicht zu scheuen hatten, einer der Wenigen die von ihm zu lernen verstanden, ohne in Nachahmung zu verfallen.“

Sechzig Jahre später beurteilte Paul F. Schmidt Rottmanns Einfluss völlig anders:

„Aber so wichtig Morgenstern um 1830 für die deutsche Entwicklung zum selbständigen Vorimpressionismus gewesen war [mit] sehr malerisch empfundenen Skizzen, in denen die Beobachtung der Luftwirkung bereits eine fast ebenso große Rolle spielt wie 30 Jahre später bei den französischen Impressionisten, [so] trat durch den Einfluß des spätromantischen Stils K. Rottmanns und der Düsseldorfer (1835 war A. Aschenbach in München) ein künstlerischer Niedergang ein. […] Die Neigung der Zeit zu Theatralik und Übertreibung gaben seiner Kunst einen fatalen Stich ins Pathetische, [typisch für] Vertreter der unwahren Spätromantik.“

Helmut R. Leppien rühmt Morgensterns frischen genauen Blick vor allem in seinen frühen Naturstudien, „den kleinen, unscheinbaren Bildern“ (im Gegensatz zu den von den Käufern geschätzten „Stimmungslandschaften“): die Wiedergabe der „Verwandlung der Lokalfarbe durch den Wechsel des Lichts [und …] der Lichtreflexe“, die Erfassung der „Lebendigkeit des Lichtspiels“, der Morgenstern in seinen Bildern Dauer verleiht.

## Werke (Auswahl)
- Buchen – Frederiksdal bei Kopenhagen, 1828, Hamburger Kunsthalle
- Wasserfall in Oberbayern, 1830, Hamburger Kunsthalle
- Bäume am Wasser (Bayerische Landschaft?), 1832, Museo Thyssen-Bornemisza
- Landschaft am Abend, 1848, Privatsammlung
- Gehöft unter Bäumen (Dachau-Etzenhausen), um 1855, Bayerische Staatsgemäldesammlungen
- Dorf bei Dachau, 1859, Hamburger Kunsthalle
- Küste von Helgoland, 1863, München: Schack-Galerie
- Mondaufgang an der Elbe, 1864?, Verbleib unbekannt
- Heidelandschaft in Oberbayern – Öl auf Pappe 32,5 × 41,8 cm – Kunsthalle, Hamburg

## Auswahl von Werken, zeitlich geordnet

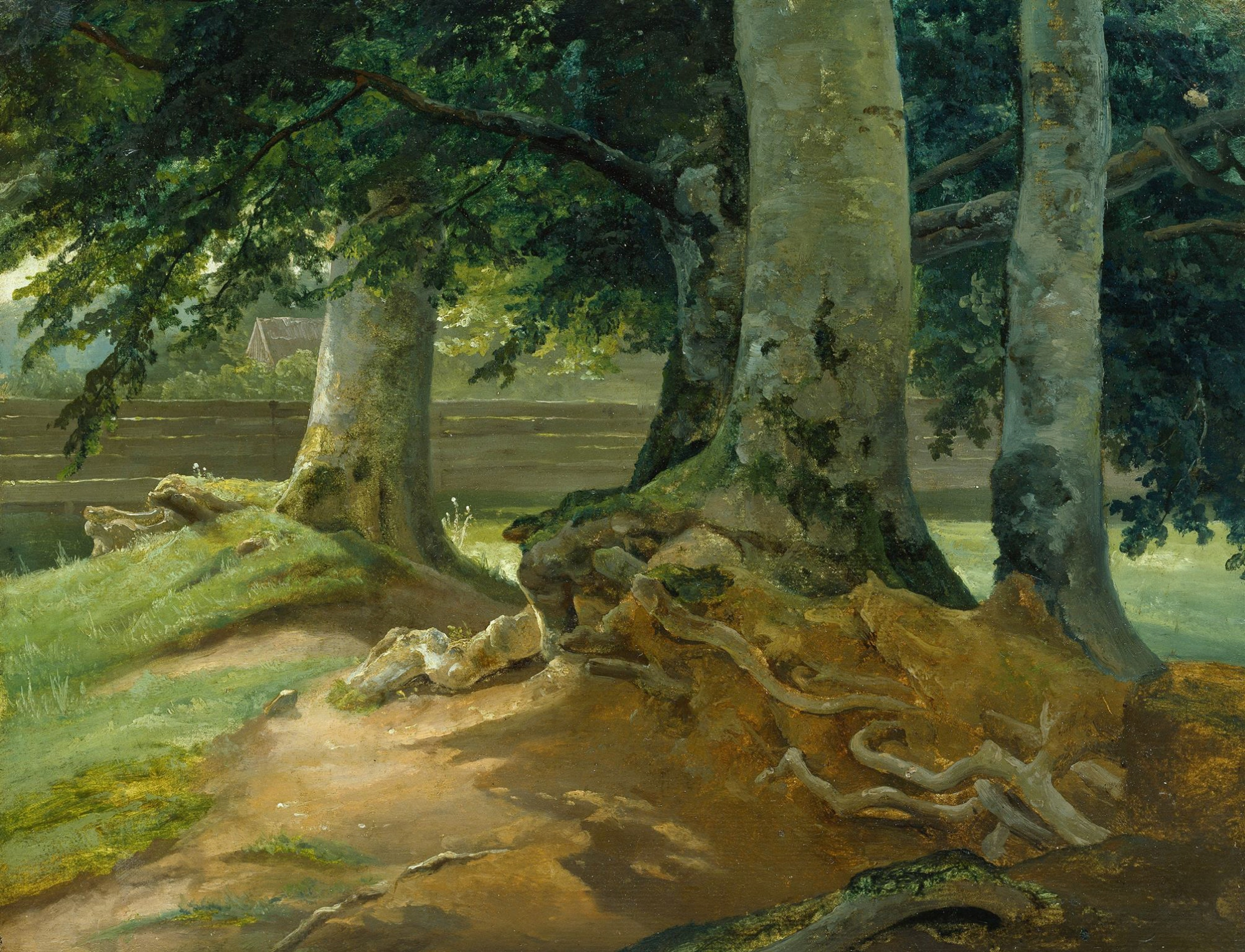
1828: Buchen in Frederiksdal bei Kopenhagen
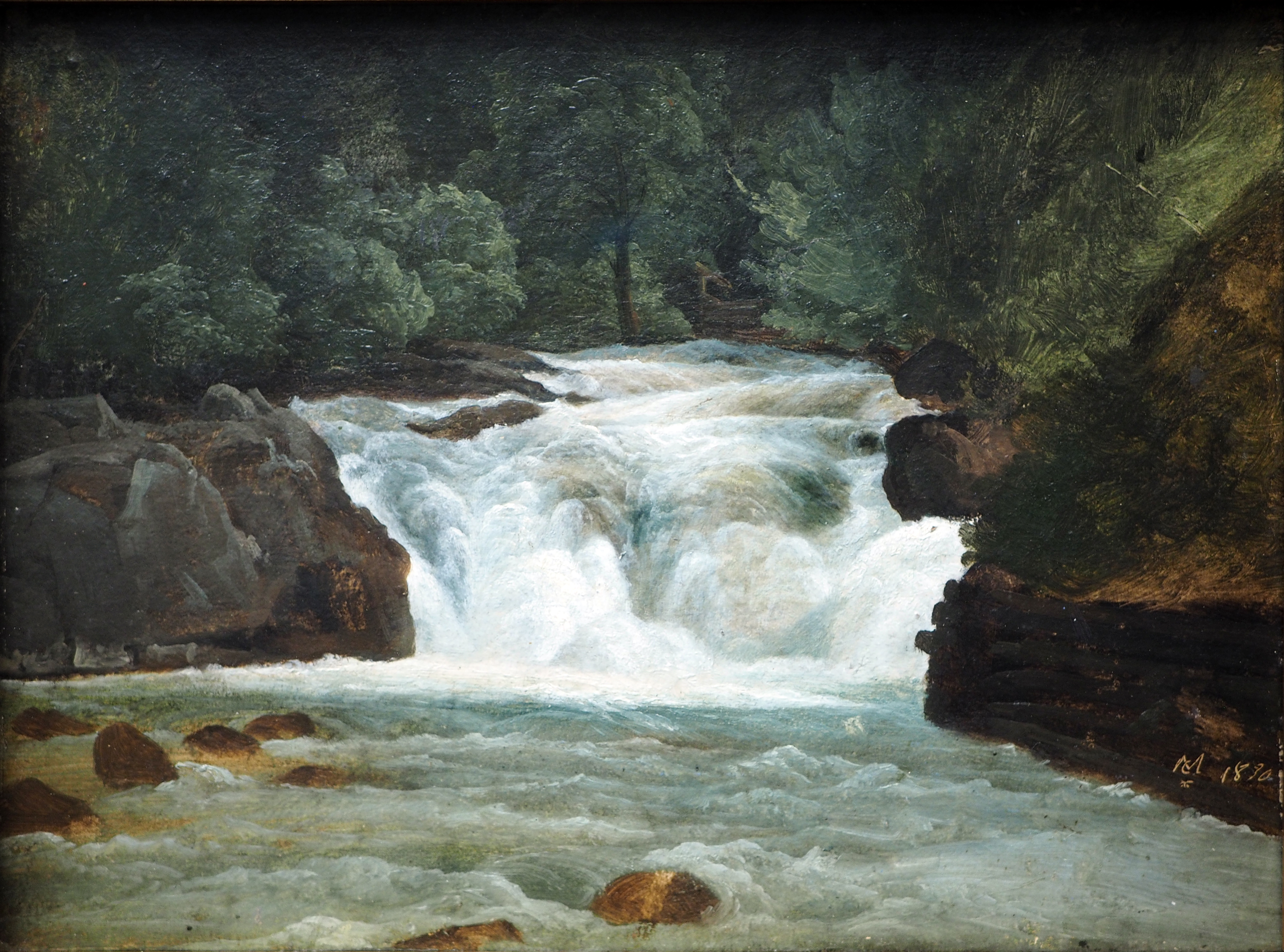
1830: Wasserfall in Oberbayern
1833: Waldlandschaft
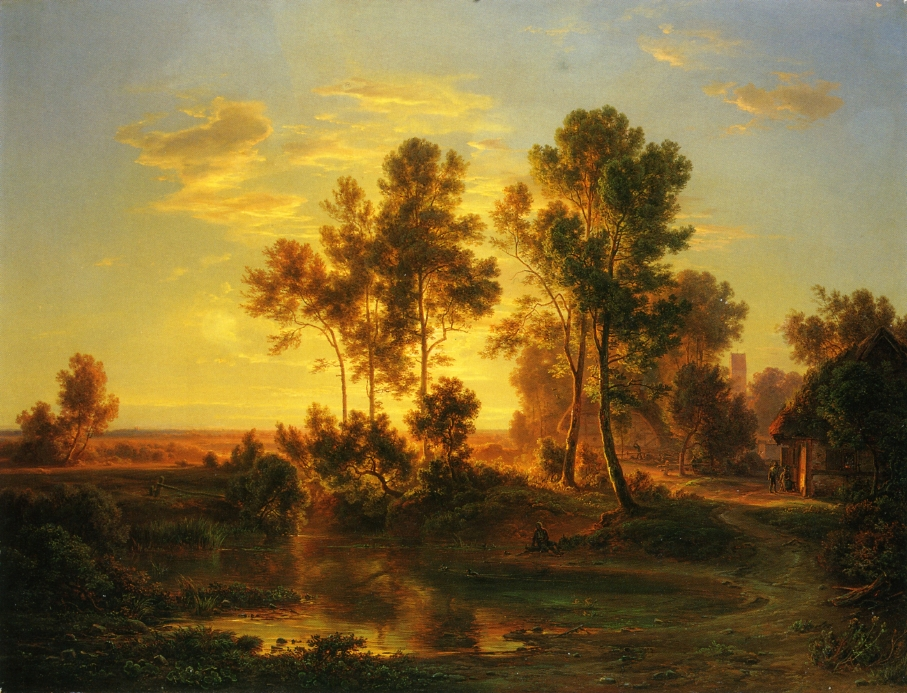
1848: Landschaft bei Abenddämmerung
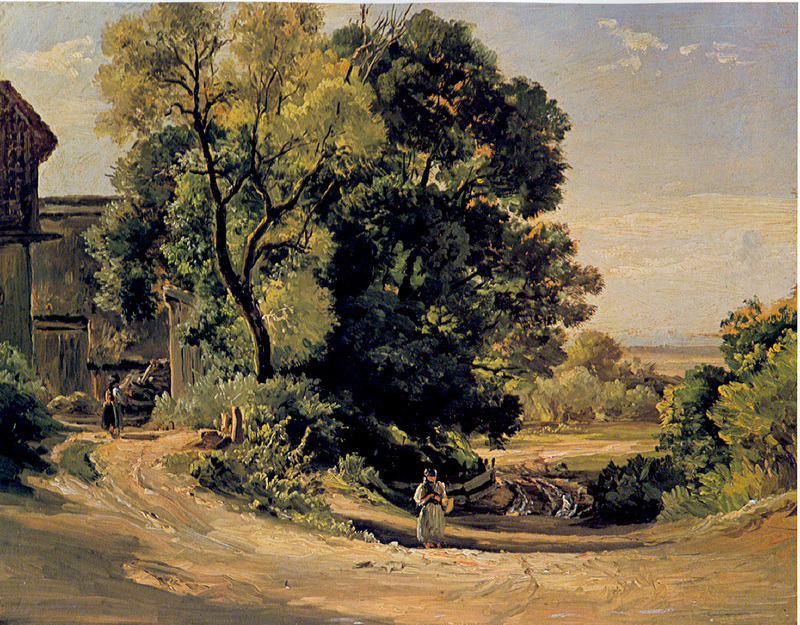
Um 1855: Gehöft in Etzenhausen bei Dachau
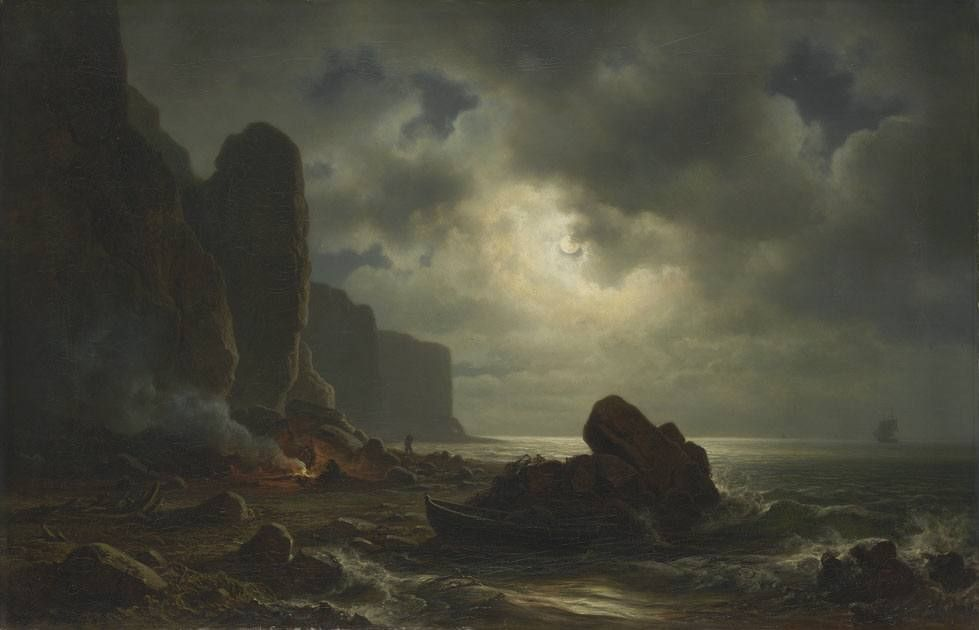
1863: Küste von Helgoland

## Ausstellungen (Auswahl)
- 2018: Faszination Norwegen. Landschaftsmalerei von der Romantik bis zur Moderne (4. März bis 29. August), Museum Kunst der Westküste und Augustinermuseum.
- 2019: Hamburger Schule – Das 19. Jahrhundert neu entdeckt (12. April bis 14. Juli), Hamburger Kunsthalle